# Gare de Magland
Gare de Magland vasútállomás Franciaországban, Magland településen.

## Vasútvonalak
Az állomást az alábbi vasútvonalak érintik:
- La Roche-sur-Foron–Saint-Gervais-vasútvonal

## Kapcsolódó állomások
A vasútállomáshoz az alábbi állomások vannak a legközelebb:
- Gare de Cluses (Coppet vasútállomás, La Roche-sur-Foron–Saint-Gervais-vasútvonal, Léman Express Line 3)
- Gare de Sallanches - Combloux - Megève (Gare de Saint-Gervais-les-Bains-Le Fayet, La Roche-sur-Foron–Saint-Gervais-vasútvonal, Léman Express Line 3)